# Johan Söderberg
Johan Olof Anders Söderberg (Bollnäs, Suecia, 14 de noviembre de 1962) es un director y editor de cine sueco. Formó parte del extinguido colectivo multimedia sueco Lucky People Center.

## Trayectoria
Söderberg fue reconocido  por sus trabajos para Madonna: editó sus vídeos musicales en temas como "Hung Up" (2005) y "Sorry" (2006); un año antes, en 2004, dirigió el documental I'm Going to Tell You a Secret; también dirigió el popular vídeo "Sorry Remix" para su gira Confessions Tour; en 2007 codirigió el vídeo "Hey You", junto a Marcus Lindkvist, con imágenes de culturas contrapuestas y amenazas del calentamiento global. También dirigió el vídeo del polémico concierto "Get Stupid" para la Sticky & Sweet Tour.
Söderberg también es responsable del vídeo Read My Lips, en el programa de televisión sueca Kobra, que presentó a Tony Blair y a George W. Bush cantando una canción de amor. Esta misma técnica fue utilizada en la película The Voice (2005).

## Filmografía

### Director
- Lucky People Center International (1998)
- Tokyo Noise (2002)
- The Voice (2005)
- The Planet (2006) – (sueco: Planeten)

### Editor
- Lucky People Center International (1998)
- Sacrificio: Who Betrayed Che Guevara? (2001)
- Tokyo Noise (2002)
- Spun (2002)
- Details (2003) – (Swedish: Detaljer)
- Surplus: Terrorized Into Being Consumers (2003)
- I'm Going to Tell You a Secret (2005) - Madonna
- The Voice (2005)
- The Planet (2006) – (Swedish: Planeten)
- The Confessions Tour (2006) – Madonna
- Downloading Nancy (2007)
- Metropia (2009)
- Videocracy (2009)
- MDNA Tour (2012) - Madonna - (vídeo "Nobody Knows Me")